# チャールズ・P・デイリー・メダル

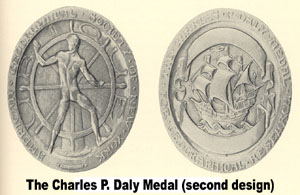
デイリー・メダル（2代目のデザイン）

チャールズ・P・デイリー・メダル (Charles P. Daly Medal) は、アメリカ地理学協会 (AGS) によって「価値ある、または、特筆すべき地理学的業績、貢献に対し (for valuable or distinguished geographical services or labors)」個人に授与されるメダル。このメダルの授与は、1902年から始まった。初代のメダルのデザインは、ヴィクター・デイヴィッド・ブレナー (Victor David Brenner) によるものであったが、後に金型が壊れてしまい、1924年にブレンダ・パットナム (Brenda Putnam) によって改めてデザインされ直した。

## 歴史
チャールズ・P・デイリー (Charles P. Daly) は、AGSの会長を1864年から1899年9月19日まで務めた人物である。この間、デイリーは、ニューヨーク州の通常事件裁判所 (New York Court of Common Pleas) で優れた実績を残し、1871年に州通常事件裁判所長官となった。1902年、デイリーが遺贈した基金により、このメダルが制定された。

## 受賞者
各年における受賞者は、以下の通りである。
- 1902: ロバート・ピアリー
- 1906: Thorvald (Þorvaldur) Thoroddsen
- 1908: ジョージ・ダビッドソン
- 1909: Charles Chaillé-Long、ウィリアム・ウッドヴィル・ロックヒル
- 1910: グローブ・カール・ギルバート
- 1912: ロアール・アムンセン
- 1913: Alfred Hulse Brooks
- 1914: アルブレヒト・ペンク
- 1915: ポール・ヴィダル・ドゥ・ラ・ブラーシュ
- 1917: George G. Chisholm
- 1918: Vilhjalmur Stefansson
- 1920: George Otis Smith
- 1922: Adolphus Washington Greely、Ernest de K. Leffingwell、サー・フランシス・ヤングハズバンド
- 1924: Claude H. Birdseye、クヌート・ラスムッセン
- 1925: Robert A. Bartlett, David L. Brainard
- 1927: Alois Musil
- 1929: Émile-Félix Gautier、フィリッポ・デ・フィリッピ
- 1930: Nelson H. Darton、Lauge Koch、ジョセフ・B・ティレル
- 1931: Gunnar Isachsen
- 1935: ロイ・チャップマン・アンドリュース
- 1938: Alexander Forbes
- 1939: Herbert John Fleure
- 1940: カール・オルトヴィン・サウアー
- 1941: Julio Garzon Nieto
- 1943: サー・ハルフォード・マッキンダー
- 1948: Henri Baulig
- 1950: Laurence Dudley Stamp
- 1952: ジェイムズ・ワーディー
- 1954: John Kirtland Wright
- 1956: Raoul Blanchard
- 1959: リチャード・ハーツホーン（ハートショーン）
- 1961: テオドール・モノ
- 1962: オズボーン・メイトランド・ミラー
- 1963: Henry Clifford Darby
- 1964: ジャン・ゴットマン
- 1965: William Skinner Cooper
- 1966: トルステン・ヘーゲルストランド
- 1967: Marston Bates
- 1968: O. H. K. Spate
- 1969: Paul B. Sears、William O. Field
- 1971: Gilbert F. White
- 1973: Walter Sullivan
- 1974: Walter A. Wood
- 1978: Roman Drazniowsky
- 1985: Wolfgang Meckelein
- 1986: Donald W. Meinig
- 1991: Robert P. Sharp
- 1999: John R. Mather
- 2011: Mary Lynne Bird
- 2016: Robert Kates